# Jean-Louis Pierrot

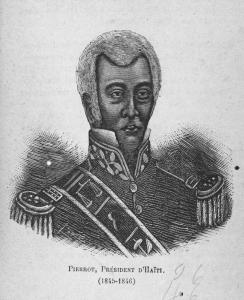
Jean-Louis Pierrot

Jean-Louis Pierrot (* 1761, 1765 oder 1773 in L’Acul-du-Nord; † 18. Februar 1857 in Cap-Haïtien) war ein haitianischer Politiker und Präsident von Haiti.

## Militärische Laufbahn
Bereits während des Unabhängigkeitskrieges von 1801 bis 1804 war Jean-Louis Pierrot Soldat und zeichnete sich als solcher durch besondere Tapferkeit aus.
Während der Herrschaft von König Heinrich I. (Henri I.), dessen Schwager er war, wurde er 1811 zum Generalleutnant befördert und mit dem Titel eines Prinzen ausgezeichnet.
Er war verheiratet mit der Voodoo-Priesterin Cécile Fatiman. 1845 heiratete seine Tochter Marie Louise Amélia Célestine seinen Adjutanten (Aide-de-camp) Pierre Nord Alexis, der später selbst von 1902 bis 1908 Präsident von Haiti war.

## Präsident 1845 bis 1846
Einen Tag nach dem Tod von Präsident Philippe Guerrier wurde er am 16. April 1845 vom Staatsrat zum Präsidenten von Haiti gewählt.
Eines seiner vordringlichsten Probleme waren dabei die feindlichen Grenzüberschreitungen von Truppen der benachbarten Dominikanischen Republik, die sich am 27. Februar 1844 durch General Pedro Santana von Haiti unabhängig erklärt hatte. Präsident Pierrot entschied sich zu einem Feldzug gegen den Nachbarstaat. Allerdings kam es zu Kritik innerhalb der Bevölkerung gegen diese Kriegsabsicht. Zwar kam es in der Folgezeit zu einigen Gefechten, die aber bald ohne einen tatsächlichen Sieger beendet wurden.
Zum anderen gab es auch Unruhe innerhalb der Streitkräfte, nachdem Pierrot mehrere Führer von Kleinbauern aus dem Département Sud in hohe militärische Stellungen berufen hatte. Dabei stieß insbesondere die Ernennung des aus Les Cayes stammenden Jean-Jacques Acaau zum Kommandeur der Armeeeinheiten im Arrondissement L'Anse-à-Veau auf massiven Widerstand.
Daneben kam es am 17. September 1845 zu einem bewaffneten Putschversuch von sechzig Anhängern des früheren Präsidenten Charles Rivière-Hérard, der jedoch sehr schnell gnadenlos niedergeschlagen wurde.
Am 1. März 1846 wurde bereits General Jean-Baptiste Riché zu seinem Nachfolger als Präsident proklamiert. Am 24. März 1846 trat Pierrot endgültig als Präsident zurück, verließ das von ihm als Hauptstadt der Republik proklamierte Cap-Haïtien und ließ sich auf seiner Plantage Camp-Louise nieder, wo er fast elf Jahre später hochbetagt verstarb.